# Ampelosicyos
Ampelosicyos — рід квіткових рослин родини гарбузових.
Рід походить з Мадагаскару.
Назва роду Ampelosicyos на честь Ампела, який був уособленням виноградної лози та коханцем Діоніса в грецькій і римській міфології. Вперше описано й опубліковано в Hist. Vég. Îsles Austral. Afriq. на сторінці 68 у 1808 році.